# Almagro Island
Almagro Island ist eine Insel in der Provinz Samar auf den Philippinen. Sie liegt etwa 33 km vor der Nordküste der Insel Biliran, 60 km westlich von Calbayog City und 45 km östlich der Insel Masbate im westlichen Teil der Samar-See. Die Insel hat eine Fläche von circa 27,20 km² und wird von der gleichnamigen Stadtgemeinde Almagro verwaltet.
Almagro Island ist vulkanischen Ursprungs. Der inaktive Vulkan Mount Opow erreicht eine Höhe von 503 Meter über dem Meeresspiegel. Der Pflanzenwuchs der Insel besteht teilweise aus dichter, tropischer Vegetation, teilweise aber auch aus intensiv landwirtschaftlich genutzten Flächen. Eine touristische Infrastruktur existiert auf der Insel nicht.
Östlich der Insel liegen Karikiki Island in ca. 12 km und Santo Niño Island in 25 km Entfernung. 26 km südlich der Insel liegt Maripipi Island und 31 Kilometer nördlich liegt Tagapul-an Island.